# Piovene Rocchette
Piovene Rocchette ist eine norditalienische Gemeinde (comune) mit 8249 Einwohnern (Stand 31. Dezember 2023) in der Provinz Vicenza in Venetien. Die Gemeinde liegt etwa 25 Kilometer nordnordwestlich von Vicenza am Fuße des Monte Summano. Durch Piovene Rocchette fließt der Astico.

## Verkehr
Bei Piovene Rocchette endet die Autostrada A31 della Valdastico, die Tangentiale Vicenzas. Die Schmalspurbahnen, die von Rocchette aus Richtung Schio, Arsiero und nach Asiago führten sind allesamt seit den 1950er Jahren geschlossen. Die (Normalspur-)Verbindung nach Thiene wurde 1964 stillgelegt.

## Trivia
Mit dem Peugeot Typ 3 wurde 1893 das erste Automobil Italiens in Piovene Rocchette auf Gaetano Rossi zugelassen.
Der Aufstieg von Piovene Rocchette zum Monte Summano ist ein Pilgerweg zu dem Bergheiligtum auf dem Bergplateau.